# Matica (rijeka kod Imotskog)
Matica je rijeka ponornica u Hrvatskoj i Bosni i Hercegovini. Duga je 14,3 km, od toga 8,7 km u Hrvatskoj i 5,6 km u Bosni i Hercegovini. Nastaje promjenom imena rijeke Vrljike kod Kamenmosta. Ulijeva se u ponor kod jezera Nuga (u BiH), kroz koje protječe.
U Hrvatskoj prolazi kroz naselja Kamenmost, Zmijavci i Runovići, u Bosni i Hercegovini samo kroz naselje Drinovci.
U svijetu ihtiologije poznata je kao bogato stanište izuzetno ugrožene endemske mekousne pastrve.